# Borys Hoykhman
Borys Abramovych Hoykhman (parfois Geuchman, en ukrainien : Гойхман Борис Абрамович), né le 28 avril 1919 à Voznessensk en RSS d'Ukraine et décédé le 28 octobre 2005 à Moscou, est un joueur de water-polo international soviétique. Il remporte la médaille d'argent lors des Jeux olympiques d'été de 1960 à Rome ainsi que la médaille de bronze en 1956 à Melbourne.

## Palmarès

### En sélection
- Union soviétique
  - Jeux olympiques :
    - Médaille d'argent : 1960.
    - Médaille de bronze : 1956.